# Plural
El plural és un nombre gramatical que designa diversos individus (de quantitat indeterminada). És un tret gramatical propi de les llengües flexives.
El plural s'oposa a diferents nombres segons la llengua que es tracti. Així, pot ser el contrari de singular, però també el del nombre dual (dos elements), nul (zero elements) o paucal (pocs elements, essent doncs el plural per a molts elements). També pot no existir com a concepte, ja que el plural indica algun tipus de flexió i no tots els idiomes en tenen. El mateix concepte de "diversos" pot expressar-se amb noms col·lectius, pronoms personals, expressions, etc. tant si existeix el plural en aquella llengua com si no.
Algunes llengües com el català, l'occità o el castellà indiquen el plural en el substantiu i alhora l'article. Ex: el porc > els porcs. En canvi l'anglès només indica el plural al nom. Ex: the dog > the dogs. El francès presenta un terme mitjà indicant-ho de manera escrita però no oralment, així el plural només es reconeix en funció de l'article. Ex: le pied [l()'pje] > les pieds [le'pje]. Les marques de plural es donen en dues parts de la gramàtica basca: en alguns pronoms, determinants i quantificadors, i en els índexs de l'argument en els verbs, substantius i adjectius són estrictament invariables pel nombre:

## El plural en català
El plural en català s'oposa al singular, si bé hi ha restes del nombre dual indoeuropeu en paraules com "ambdós". S'expressa mitjançant un morfema afegit a les paraules variables en nombre (nom, adjectiu, pronom, determinant i verb). El morfema prototípic és "s", tot i que pot haver-hi variants ortogràfiques i fonètiques (-ns, -os…). El català es caracteritza pel seu plural femení genèric que es construeix amb -es. Ex: la casa > les cases.

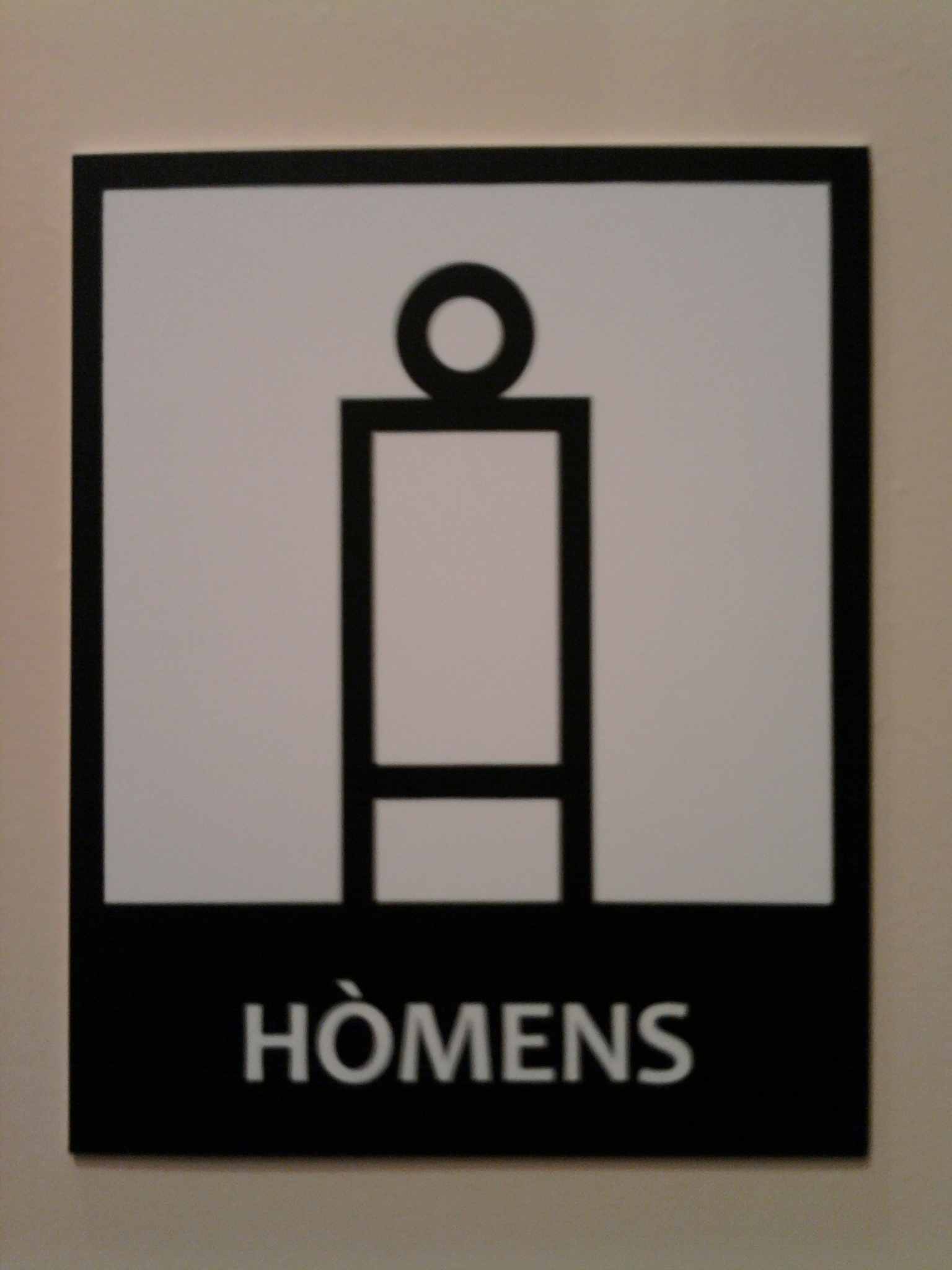
El substantiu home, com altres acabats en e àtona, pot fer el plural afegint la terminació -ns

A més a més, hi ha paraules que no tenen plural tot i pertànyer a una categoria variable (s'acaben amb -s), com per exemple "temps" o "globus".